# Lista över fornlämningar i Laxå kommun
Lista över fornlämningar i Laxå kommun är en förteckning av ett urval av de fornlämningar som finns i Laxå kommun.

## Finnerödja
| Namn                                       | Lämningstyp         | Tillkomsttid | Historisk indelning       | Plats | Läge                 | ID-nr          | Bild                                 |
| ------------------------------------------ | ------------------- | ------------ | ------------------------- | ----- | -------------------- | -------------- | ------------------------------------ |
| Finnerödja 33:1                            | Stensättning        |              | Finnerödja, Västergötland |       | 58.938330, 14.447938 | 10222300330001 | Ladda upp en bild av detta fornminne |
| Finnerödja 34:1                            | Stensättning        |              | Finnerödja, Västergötland |       | 58.938439, 14.449399 | 10222300340001 | Ladda upp en bild av detta fornminne |
| Finnerödja 35:1                            | Röse                |              | Finnerödja, Västergötland |       | 58.937908, 14.447829 | 10222300350001 | Ladda upp en bild av detta fornminne |
| Jätteröset (Finnerödja 42:1)               | Röse                |              | Finnerödja, Västergötland |       | 58.932549, 14.354159 | 10222300420001 | Ladda upp en bild av detta fornminne |
| Finnerödja 47:1                            | Röse                |              | Finnerödja, Västergötland |       | 58.918435, 14.344560 | 10222300470001 | Ladda upp en bild av detta fornminne |
| Finnerödja 64:1                            | Fästning/skans      |              | Finnerödja, Västergötland |       | 58.905971, 14.396090 | 10222300640001 | Ladda upp en bild av detta fornminne |
| Finnerödja 65:1                            | Röse                |              | Finnerödja, Västergötland |       | 58.821248, 14.535972 | 10222300650001 | Ladda upp en bild av detta fornminne |
| Skansberget (Finnerödja 67:1)              | Fornborg            |              | Finnerödja, Västergötland |       | 58.817991, 14.524647 | 10222300670001 | Ladda upp en bild av detta fornminne |
| Visjökärrets skvaltkvarn (Finnerödja 90:1) | Kvarn               |              | Finnerödja, Västergötland |       | 58.902621, 14.358971 | 10222300900001 | Ladda upp en bild av detta fornminne |
| Barruds kvarn (Finnerödja 113:1)           | Kvarn               |              | Finnerödja, Västergötland |       | 58.838160, 14.441254 | 10222301130001 | Ladda upp en bild av detta fornminne |
| Finnerödja 121:1                           | Stenkrets           |              | Finnerödja, Västergötland |       | 58.935717, 14.406331 | 10222301210001 | Ladda upp en bild av detta fornminne |
| Finnerödja 121:2                           | Stenkrets           |              | Finnerödja, Västergötland |       | 58.935799, 14.406257 | 10222301210002 | Ladda upp en bild av detta fornminne |
| Finnerödja 121:3                           | Stenkrets           |              | Finnerödja, Västergötland |       | 58.935905, 14.406298 | 10222301210003 | Ladda upp en bild av detta fornminne |
| Finnerödja 265                             | Lägenhetsbebyggelse |              | Finnerödja, Västergötland |       | 58.897254, 14.438901 | 12000000044588 | Ladda upp en bild av detta fornminne |

## Laxå
| Namn                           | Lämningstyp                      | Tillkomsttid | Historisk indelning | Plats | Läge                 | ID-nr          | Bild                                      |
| ------------------------------ | -------------------------------- | ------------ | ------------------- | ----- | -------------------- | -------------- | ----------------------------------------- |
| Ramundeboda kloster (Laxå 8:1) | Kloster                          |              | Laxå, Närke         |       | 58.970749, 14.543491 | 10224200080001 | Ladda upp en till bild av detta fornminne |
| Laxå 9:1                       | Husgrund, förhistorisk/medeltida |              | Laxå, Närke         |       | 58.971876, 14.542766 | 10224200090001 | Ladda upp en bild av detta fornminne      |
| Skansbacken (Laxå 12:1)        | Fästning/skans                   |              | Laxå, Närke         |       | 58.976217, 14.572570 | 10224200120001 | Ladda upp en bild av detta fornminne      |
| Ramundeboda kyrka (Laxå 32:1)  | Kyrka/kapell                     |              | Laxå, Närke         |       | 58.971263, 14.542945 | 10224200320001 | Ladda upp en till bild av detta fornminne |